# Parastactobia
Parastactobia is een geslacht van schietmotten uit de familie Hydroptilidae.

## Soorten
Deze lijst van 7 stuks is mogelijk niet compleet.
- P. duatali (A Wells & H Malicky, 1997)
- P. khakaeng H Malicky & P Chantaramongkol, 2007
- P. kumiskucinga A Wells, 1990
- P. margemiring (A Wells & H Malicky, 1997)
- P. siribhum H Malicky & P Chantaramongkol, 2007
- P. taengdoa H Malicky & P Chantaramongkol, 2007
- P. talakalahena F Schmid, 1958